# Hieronymus de Moravia
Hieronymus de Moravia (latinizirano; Jeronim Moravski, francuski: Jérôme de Moravie) je bio francuski glazbeni teoretičar koji je djelovao potkraj 13. stoljeća. Bio je dominikanac te je živio u samostanu St.-Jacques u Parizu. Između 1272. i 1304. sastavio je oveći glazbeno-teorijski Traktat o glazbi (Tractatus de musica), u istom svesku s četiri rasprave drugih autora (Anonim IV., Johannes de Garlandia, Franko iz Kölna, Petrus Picardus). Ti su tekstovi neki od temeljnih izvora za poznavanje ukrašavanja u glazbi, menzuralne teorije i instrumentalne glazbe na prijelazu iz 13. u 14. stoljeće, te autentično svjedočanstvo o podučavanju glazbe na kasnosrednjovjekovnim sveučilištima.